# ياسمين بهلوي
ياسمين بهلوي (الفارسية: یاسمین پهلوی، اسم الولادة ياسمين اعتماد أميني، اللغة الفارسية: یاسمین اعتماد امینی؛ ولدت في 26 يوليو 1968) هي محامية حائزة على درجة الدكتوراه في القانون، من أصل إيراني وتحمل الجنسية الأمريكية. هي زوجة رضا بهلوي، ولي عهد الدولة الإمبراطورية الإيرانية.

## سيرة ذاتية
ولدت ياسمين اعتماد أميني في مستشفى بارس في طهران، في 26 يوليو 1968. درست في مدرسة طهران المجتمعية الخاصة حتى أجبرتها التوترات المتصاعدة في أواخر سبعينيات القرن العشرين على مغادرة إيران بشكل دائم مع عائلتها. استقروا في منطقة سان فرانسيسكو في كاليفورنيا، حيث التحقت وتخرجت في مدرسة نوتردام الثانوية .
هي خريجة جامعة جورج واشنطن، وحصلت على درجة البكالوريوس في العلوم السياسية، ودرجة الدكتوراه في القانون من كلية الحقوق بها. وهي عضو في جمعية المحامين في ماريلاند.
عملت لمدة عشر سنوات كمحامية في مركز قانون الأطفال في واشنطن العاصمة، ممثلة حقوق الطلاب المعرضين للخطر والشباب المحرومين. وكانت أيضًا المؤسسة المشاركة والمديرة لمؤسسة أطفال إيران. وتأسست المؤسسة في عام 1991 بهدف تقديم خدمات الرعاية الصحية للأطفال الإيرانيين أو الأطفال من أصل إيراني بغض النظر عن العرق أو اللون أو العقيدة أو الانتماء الديني أو السياسي. استقالت من دورها القيادي وأي ارتباط بالمؤسسة في فبراير 2014. في نوفمبر 2018، أعلنت أنها مصابة بسرطان الثدي.

## الزواج والأطفال
تزوجت ياسمين من رضا بهلوي في 12 يونيو 1986 في غرينتش، كونيتيكت. وكان الزوجان على علاقة لمدة عامين قبل زواجهما. كان عمرها 17 عامًا وقت زواجها وكان زوجها يبلغ 25 عامًا. (في ذلك الوقت، لم يكن لدى ولاية كونيتيكت أي شرط يتعلق بسن الزواج).
لدى الزوجين ثلاث بنات:
1. نور بهلوي، ولدت
2. إيمان بهلوي، مواليد
3. فرح بهلوي، ولدت

تعيش العائلة في الولايات المتحدة.